# La Ville (Faulkner)
Pour les articles homonymes, voir Ville (homonymie).
La Ville (titre original : The Town) est un roman de William Faulkner dont l'action se situe dans le Comté imaginaire de Yoknapatawpha.
Mis en chantier en 1955, le deuxième volet de la trilogie des Snopes sera achevé en septembre 1956, et paraît le 1er mai 1957. La traduction française paraît en mars 1962, près de quatre mois avant la mort de Faulkner.

## Résumé
Le récit comporte 24 chapitres, chacun rapporté du point de vue d'un des trois personnages : Chick Mallison, Gavin Stevens, ou V.K. Ratliff.

## Éditions françaises
- William Faulkner (trad. de l'anglais par Jules Bréant), La Ville, Paris, Éditions Gallimard, coll. « Quarto » (1re éd. 1985), 1260 p. (ISBN 978-2-07-078373-1).
- William Faulkner (trad. de l'anglais par Jules Bréant, révisée par M. Anfreville, A. Cazé et Aurélie Guillain), La Ville, Paris, Éditions Gallimard, coll. « Folio », 25 mai 2012 (1re éd. 1985), 558 p. (ISBN 978-2-07-044865-4).